# 1,1,2,2-Tetrachlor-1,2-difluorethan
1,1,2,2-Tetrachlor-1,2-difluorethan ist eine chemische Verbindung aus der Gruppe der gesättigten Fluorchlorkohlenwasserstoffe.

## Gewinnung und Darstellung
Tetrachlor-1,2-difluorethan kann durch Reaktion von Perchlorethylen und Fluorwasserstoff in Gegenwart eines Katalysators gewonnen werden. Die wichtigste kommerzielle Verfahren für FCKW- und HFCKW-Herstellung ist der sukzessive Ersatz von Chlor durch Fluor unter Verwendung von Fluorwasserstoff oder Antimonpentafluorid. Das Ausmaß des Chloraustausches kann durch Variation der Konzentration von Fluorwasserstoff, der Kontaktzeit oder der Reaktionstemperatur gesteuert werden.

## Eigenschaften
Tetrachlor-1,2-difluorethan ist ein farbloser geruchloser bis süßlich riechender Feststoff, der praktisch unlöslich in Wasser ist. Er besitzt ein Ozonabbaupotenzial von 1.

## Verwendung
Tetrachlor-1,2-difluorethan wurde als bei der Trockenreinigung von Wolle, Baumwolle und Ledermaterialien in Kombination mit anderen Lösungsmitteln verwendet. Es diente auch als Reinigungsmittel in der Elektronik und als Treibmittel in der Kunststoffindustrie. Nach dem Inkrafttreten des Montreal-Protokoll wird die Verbindung heute praktisch nicht mehr eingesetzt.